# Palombiella stephensoni
Palombiella stephensoni är en havsanemonart som först beskrevs av Palombi 1938.  Palombiella stephensoni ingår i släktet Palombiella och familjen Edwardsiidae. Inga underarter finns listade i Catalogue of Life.